# The Hunchback of Notre Dame (musical)
The Hunchback of Notre Dame è un musical con colonna sonora di Alan Menken e testi di Stephen Schwartz, tratto dal film d'animazione della Disney Il gobbo di Notre Dame, a suo volta basato sul romanzo di Victor Hugo Notre-Dame de Paris. Il musical, su libretto di James Lapine, fece il suo debutto a Berlino nel 1999, in una produzione in lingua tedesca intitolata Der Glöckner von Notre Dame. Dopo anni di riscritture e modifiche, il musical ebbe la sua prima in lingua inglese nel 2014 a San Diego, con un nuovo libretto firmato da Peter Parnell. La nuova versione riscritta da Parnell è successivamente stata portata in scena anche in Germania e Svezia. La partitura del musical comprende le quindici canzoni scritte da Menken e Schwartz per il film del 1996, con l'aggiunta di nove pezzi originali scritti dagli autori specificamente per l'adattamento teatrale.

## Trama

### Libretto di Lapine (1999)

#### Atto I
Parigi, 1482. L'anziano zingaro Clopin comincia a cantare la storia del campanaro di Notre-Dame mentre la città si risveglia al suono delle campane. La storia comincia con un gruppo di gitani che cerca di entrare clandestinamente a Parigi, ma che vengono sorpresi dal giudice Claude Frollo, il ministro della giustizia. Una donna del gruppo cerca di scappare con il suo bambino neonato, ma viene inseguita e uccisa da Frollo nel sagrato della cattedrale. Resosi conto della deformità del bambino, Frollo pensa di ucciderlo, ma viene fermato dall'arcidiacono della cattedrale; per espiare il suo peccato, Frollo decide di allevare personalmente il bambino, battezzato Quasimodo, e di farlo diventare il campanaro della cattedrale.
Vent'anni dopo, nel 1502, Quasimodo è ormai un giovane uomo che sogna della vita al di fuori della torre campanaria; Quasimodo è talmente solo che ha per amici immaginari alcuni gargoyles chiamati Charles, Antoine e Loni. Nonostante Frollo lo metta in guardia dall'atteggiamento delle persone nei confronti della sua deformità, Quasimodo decide di uscire e sperimentare almeno per un giorno la vita nel mondo reale. Mentre la piazza è in fermento con i preparativi per la festa dei folli, anche gli zingari della città si preparano per le celebrazioni nel loro covo segreto, la corte dei miracoli. Qui le zingare sono colpita dall'arrivo di una giovane e bellissima gitana, Esmeralda. Intanto Frollo riceve il suo nuovo capitano delle guardie, Phoebus, che il giudice mette in guardia contro gli zingari che - secondo lui - hanno invaso e preso controllo della città. Frollo ordina a Phoebus di trovare il loro nascondiglio e si eliminare così il problema alla radice.
Mentre i festeggiamenti cominciano, Quasimodo si unisce alla folla e viene acclamato per la sua bruttezza, che nel giorno della festa dei folli lo rendono popolare. L'acclamazione popolare si trasforma però in beffe e umiliazioni quando gli uomini di Phoebus aizzano una rivolta. Quasimodo viene legato alla ruota, Frollo si rifiuta di intervenire, ma Esmeralda ha compassione di lui e lo libera, prima di sparire con un trucco di magia. Mentre Frollo rimanda Quasimodo nella cattedrale, Phoebus si rifiuta di arrestare Esmeralda dentro a Notre-Dame, dato che lì la zingara gode del diritto d'asilo. Esmeralda prega per sé e per tutti gli emarginati, mentre Frollo ordina a Febo di allestire posti di guardia a tutte le porte, per assicurarsi che Esmeralda non fugga. Quasimodo e la zingara intanto stringono amicizia e la giovane è estasiata dalla vista della città dall'alto; Quasimodo riesce a portarla fuori dalla cattedrale di nascosto ed Esmeralda gli regala un ciondolo che in realtà è una mappa della città, in grado di condurlo alla corte dei miracoli. Il campanaro si è innamorato della giovane per via della sua gentilezza, mentre intanto Frollo è consumato dal suo desiderio per lei: il giudice prega la vergine Maria perché lo liberi dalla tentazione. Dopo aver scoperto che la zingara è scappata, Frollo proclama una caccia all'uomo in tutta la città per ritrovarla, dando prova di grande efferatezza. Febo è sorpreso dalla malvagità dell'uomo e decide di disobbedirgli; Frollo allora lo condanna a morte e Febo riesce a scappare a stento, ma viene ferito da una freccia e salvato da Esmeralda.

#### Atto II
Mentre i soldati mettono a ferro e fuoco la città, Esmeralda suggerisce a Febo di nascondersi a Notre-Dame mentre lei si rifugia alla corte dei miracoli. Intanto, i gargoyles hanno convinto Quasimodo che Esmeralda si è infatuata di lui. L'arcidiacono conduce Febo da Quasimodo e il capitano gli dice di essere un amico di Esmeralda, chiedendogli di aiutarlo e nasconderlo. Più tardi quella notte Frollo visita Quasimodo e realizza che è stato il suo protetto a far fuggire Esmeralda: decide quindi di mentirgli e gli dice di aver scoperto dove si trova la corte dei miracoli e che l'attaccherà quella notte. Febo e Quasimodo decidono allora di andarli ad avvertire e, usando l'amuleto come una mappa, trovano il nascondiglio degli zingari. Febo ed Esmeralda decidono di fuggire insieme, spezzando così il cuore di Quasimodo. Frollo però ha fatto seguire Quasimodo e Febo dalle sue guardie, che arrestano tutti i presenti.
Frollo offre a Esmeralda la salvezza dal patibolo in cambio del suo amore, ma la zingara rifiuta e viene gettata a languire con Febo in prigione, dove entrambi sperano in un domani migliore. Quasimodo invece è stato incatenato a una campana e, con il cuore infranto, si rifiuta di fare niente per salvare Esmeralda, nonostante l'insistenza delle gargolle. Esmeralda viene condotta al rogo, ma salvata all'ultimo minuto da Quasimodo, che la porta nella cattedrale e reclama per lei il diritto d'asilo. Febo riesce a liberare se stesso e gli altri zingari e insieme attaccano la guardia della città, che ha preso d'assedio Notre-Dame. Esmeralda ringrazia Quasimodo per la sua amicizia, ma ha ormai aspirato troppo fumo e muore tra le braccia del campanaro. Frollo arriva proprio in quel momento e fa l'errore di commentare dicendo che la morte di Esmeralda segna la fine del suo incantesimo su di loro; Quasimodo, infuriato, lo scaraventa dalla torre. Le gargolle provano a consolare Quasimodo dicendogli che al mondo esistono sia il bene che il male e il campanaro, ripresosi, porta in piazza il corpo di Esmeralda, accolto rispettosamente da Febo e da tutta la folla mentre Clopin si interroga su cosa sia a fare di un uomo un uomo e non un mostro.

### Il libretto di Parnell (2014)

#### Atto I
I fratelli Jeahn e Claude Frollo, due orfani, vengono ammessi nella cattedrale di Notre-Dame, dove Claude cresce obbediente e pio, mentre Jehan si rivela più scavezzacollo e ribelle. Dopo un'ennesima trasgressione, essere scoperto con una gitana, Jehan viene espulso dal seminario; anni dopo Claude, che ha fatto carriera ecclesiastica ed è diventato arcidiacono, riceve una lettera da Jehan. Il giovane giace sul suo letto di morte e chiede al fratello di adottare suo figlio, un bambino deforme. Claude, che inizialmente vorrebbe uccidere il pargolo, pensa che Dio lo stia mettendo alla prova e decide di prendersi cura del bambino, a cui dà un nome crudele, Quasimodo, che vuol dire "formato a metà" ("Bells of Notre Dame"). Sono passati vent'anni e corre l'anno 1542. Quasimodo è ormai un giovane uomo, reso parzialmente sordo da una vita trascorsa a suonare le campane di Notre-Dame. Nonostante la deformità e le disabilità, Quasimodo sogna di andare in piazza per la festa dei folli, ma Frollo glielo impedisce. Mentre in piazza impazzano i festeggiamenti, guidati da Clopin, il nuovo capitano della guardia Febo arriva a Parigi. Frollo gli dà il benvenuto e lo esorta a liberare la città dagli zingari. Quando la bellissima Esmeralda comincia a danzare però sia Frollo, che Febo e Quasimodo si invaghiscono di lei; il campanaro viene eletto papa dei folli per la sua bruttezza, ma la folla, inizialmente gaudente, si rivolta contro di lui e lo umilia. Esmeralda lo salva con un trucco di magia e solo allora Frollo recupera il suo protetto e gli ordina di tornare nella cattedrale.
All'interno della cattedrale, Frollo discute con Esmeralda, ma accetta di farla restare. La gitana prega per gli emarginati, ma Febo la esorta a smettere di combattere per delle battaglie perse. Quasimodo la conduce nel suo nascondiglio segreto, da cui i due si godono una vista mozzafiato su tutta la città. Quasimodo comincia a suonare le campane per la donna, ma Frollo interviene e lo rimprovera per averle suonate al momento sbagliato. Frollo si sorprende nel trovare la zingara lì e, covando sentimenti per lei, si offre di farla restare e convertirla. Ma Esmeralda, che ha visto come il prete la guarda, rifiuta l'offerta e lo umilia. Furioso, Frollo ordina a Febo di scortarla fuori; l'arcidiacono mette in guardia Quasimodo da Esmeralda, affermando che la donna corromperà i loro cuori con la lussuria. Frollo però segue Esmeralda per le vie di Parigi, dove la vade festeggiare e baciare Febo. Nella torre campanaria intanto, Quasimodo si rende conto di essersi innamorato di Esmeralda; Frollo prega la Vergine Maria per la salvezza, che potrà ottenere solo eliminando Esmeralda o possedendola. Il giorno seguente Frollo chiede a Luigi XII di concedergli pieni poteri per dare la caccia a una strega pericolosa. Con i suoi nuovi poteri, Frollo mette a ferro e fuoco la città, dando prova di tale crudeltà che Febo si ribella a lui. Frollo pugnala il capitano e fa ricadere la colpa su Esmeralda, che ancora una volta usa un trucco di magia per fuggire. Mentre Frollo continua la caccia, Quasimodo si preoccupa sempre di più per l'amata.

#### Atto II
Esmeralda torna a Notre-Dame con Febo e chiede a Quasimodo di prendersi cura di lui. Quasimodo accetta e decifra un panno lasciatogli da Esmeralda, realizzando così che è una mappa della città che conduce al ritrovo segreto degli zingari. Quando Frollo torna a Notre-Dame, Quasimodo nega di sapere dove si trova Esmeralda; Frollo finge di credergli e annuncia che presto catturerà la gitana, dato che ha scoperto dove si trova la corte dei miracoli. Febo e Quasimodo decidono di metterli in guardia e, usando la mappa, riescono a trovare la corte dei miracoli, dove però vengono prima catturati dai gitani e solo in un secondo momento salvati da Esmeralda dalla morte. Mentre gli zingari si preparano alla fuga, Esmeralda e Febo cantano il loro amore, spezzando il cuore di Quasimodo. Le guardie di Frollo irrompono nella corte dei miracoli, arrestando tutti i presenti tranne Clopin, che riesce a fuggire. Mentre Quasimodo viene imprigionato nella torre campanaria, Frollo visita Esmeralda, offrendole la vita in cambio del suo corpo. Esmeralda nega e Frollo tenta di violentarla, causando però un caos che attira le guardie. Febo incoraggia Esmeralda ad accettare l'offerta dell'arcidiacono, ma la giovane ribadisce il suo rifiuto e sogna di un domani migliore. Intanto nella torre, le statue provano a spingere Quasimodo a liberarsi e salvare i suoi amici, ma il campanaro rifiuta e giura di restare estraneo alle vicende ed emozioni del mondo fino alla morte.
All'alba Esmeralda viene legata a una pira fuori da Notre-Dame e Frollo le offre ancora una volta di risparmiarla se si concederà a lui. Esmeralda rifiuta e la guardie danno fuoco al rogo. Quasimodo, infrangendo la propria promessa, salva Esmeralda e la porta nella cattedrale, dove invoca per lei il diritto d'asilo. Frollo ordina alle guardie di prendere d'assalto la cattedrale, mentre Clopin libera Febo, che guida gli zingari nella rivolta contro i soldati. Le guardie riescono ad entrare nella cattedrale, ma Quasimodo li ferma gettando su di loro piombo fuso. Esmeralda, soffocata dal fumo, muore, non prima di aver ringraziato il campanaro per la sua amicizia. Quando Frollo gli dice che è meglio così e che la morte di Esmeralda li ha liberati entrambi dal suo incantesimo, Quasimodo si infuria e scaraventa l'arcidiacono dalla torre. Resosi conto che tutti quelli che ha amato sono morti, Quasimodo porta via il corpo di Esmeralda. Anni dopo due scheletri vengono ritrovati nelle cripte di Notre-Dame, uno con l'altro nelle braccia. Quando gli addetti ai lavori tentano di separarli, i due scheletri si sbriciolano. Il coro si interroga sulla domanda che apre il primo atto, ossia cosa faccia di un uomo un uomo e non un mostro.

## Storia delle rappresentazioni

### Composizione e debutto
A partire dai primi anni novanta, la Disney aveva cominciato a portare sulle scene di Broadway alcuni dei loro film d'animazione di maggior successo, a partire da La bella e la bestia (1994) e poi Il re leone (1997). Dopo due anni di tentativi, la Disney non era riuscita ad assicurare una messa in scena berlinese di The Lion Link e così propose alla Stella Entertainment un adattamento teatrale de Il gobbo di Notre Dame, il film d'animazione distribuito dalla Disney nel 1996. Il musical fu annunciato dalla compagnia tedesca il 18 marzo 1998 e i testi e il libretto furono scritti in inglese rispettivamente da Stephen Schwartz e James Lapine. La traduzione tedesca era di Michael Kunze, le coreografie di Lar Buvovitch e la regia dello stesso Lapine. Fu Kunze ad insistere che Esmeralda morisse - come nel romanzo di Hugo - e che non si salvasse come invece avviene nel film della Disney. La messa in scena, finanziata in parte dallo Stato stesso, costò 45 milioni di marchi e aveva un cast di quarantadue attori da sei nazioni differenti. Nove nuove canzoni furono scritte da Menken e Schwartz e fu il primo musical della Disney a debuttare fuori dagli Stati Uniti d'America. Der Glöckner Von Notre Dame debuttò il 5 giugno 1999 all'attuale Theater am Potsdamer Platz di Berlino, con un cast che annoverava Drew Sarich nel ruolo di Quasimodo e Judy Weiss in quello di Esmeralda. Il musical si rivelò un enorme successo di pubblico, rimase in cartellone per 1204 rappresentazioni fino al giugno 2002 e fu visto da quasi un milione e mezzo di spettatori.

### La revisione e il debutto internazionale
Nel 2008 il paroliere Stephen Schwartz annunciò l'intenzione di portare il musical sulle scene statunitensi e due anni più tardi Alan Menken rivelò che erano in corso i primi lavori per la messa in scena americana del musical con il libretto di James Lapine. Il 9 gennaio 2013 fu ufficialmente annunciato che Lapine aveva abbandonato il progetto sia come regista che librettista e a Peter Parnell fu affidato il compito di riscrivere il testo per il pubblico statunitense. The Hunchback of Notre Dame debuttò a La Jolla Playhouse di La Jolla il 28 ottobre 2014 e rimase in cartellone fino al 7 dicembre, con la regia di Scott Schwartz, figlio del paroliere. Il musical fu accolto positivamente da critica e pubblico e fu riproposto alla Paper Mill Playhouse del New Jersey dal 4 marzo al 5 aprile 2015. Il cast principale, composta da Michael Arden (Quasimodo), Patrick Page (Frollo) e Ciara Renée (Esmeralda), tornarono a ricoprire i rispettivi ruoli alla Paper Mill Playhouse, ma per l'occasione il coro fu ridotto da 32 membri a 19. Da allora il musical è stato portato in scena in numerosi teatri regionali negli Stati Uniti, oltre ad essere riproposto in Germania nel 2017 e a debuttare in Svezia nel 2018.